# Gebhard Poltera
Gebhard Poltera   (Arosa, 14 de novembre de 1923 - Arosa, 11 de novembre de 2008) va ser un jugador d'hoquei sobre gel suís que va competir entre finals de la dècada de 1940 i començaments de la de 1960. Era germà del també jugador d'hoquei sobre gel Ulrich Poltera.
El 1948 va prendre part en els Jocs Olímpics de Sankt Moritz, on guanyà la medalla de bronze en la competició d'hoquei sobre gel. Quatre anys més tard, als Jocs d'Oslo, fou cinquè en la mateixa competició. En el seu palmarès també destaquen tres medalles de bronze al Campionat del Món d'hoquei gel, el 1950, 1951 i 1953. Amb la selecció suïssa jugà un total de 108 partits en els quals marcà 98 gols.
A nivell de clubs jugà l'EHC Arosa, amb qui guanyà les lligues suïsses entre 1951 i 1957.